# Academia Nacional de Derecho y Ciencias Sociales de Buenos Aires

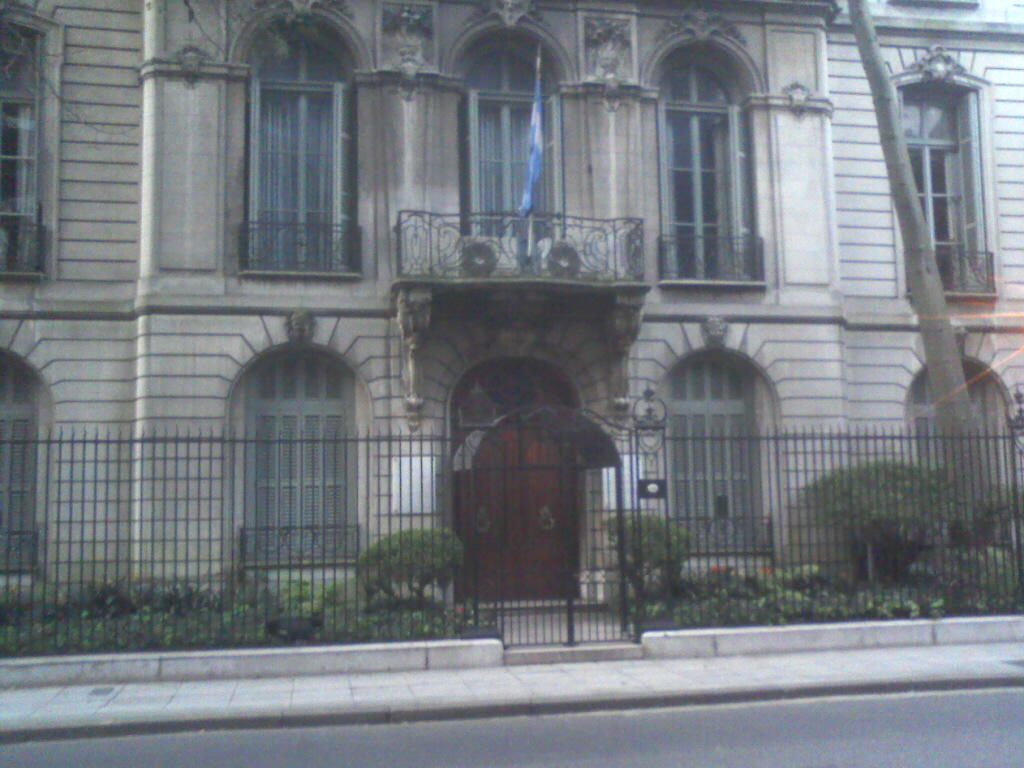
Casa de las Academias Nacionales, su sede.

La Academia Nacional de Derecho y Ciencias Sociales de Buenos Aires se fundó en Buenos Aires, Argentina, el 7 de octubre de 1908. Según sus estatutos, sus objetivos son: estudiar las cuestiones relacionadas con el derecho y las ciencias sociales, que se promuevan en su seno o se le consulten; fomentar y difundir el estudio de las ciencias jurídicas y sociales y propender al progreso del país mediante el perfeccionamiento de su régimen legal.

## Presidentes
| Presidente                 | Años        |
| -------------------------- | ----------- |
| Wenceslao Escalante        | 1908 - 1910 |
| Manuel Obarrio             | 1910 - 1916 |
| José Nicolás Matienzo      | 1916 - 1936 |
| Ernesto Bosch              | 1936 - 1937 |
| Leopoldo Melo              | 1937 - 1946 |
| Carlos Saavedra Lamas      | 1956 - 1958 |
| Clodomiro Zavalía          | 1959 - 1959 |
| Atilio Dell'Oro Maini      | 1959 - 1967 |
| Agustín Matienzo           | 1967 - 1971 |
| Eduardo Busso              | 1971 - 1974 |
| Alberto G. Padilla         | 1974 - 1977 |
| Marco Aurelio Risolía      | 1977 - 1980 |
| Isidoro Ruiz Moreno        | 1980 - 1983 |
| Segundo Linares Quintana   | 1983 - 1986 |
| Marco Aurelio Risolía      | 1986 - 1989 |
| Federico Videla Escalada   | 1989 - 1992 |
| Enrique Ramos Mejía        | 1992 - 1995 |
| José Domingo Ray           | 1995 - 1998 |
| Roberto Martínez Ruiz      | 1998 - 2001 |
| Horacio A. García Belsunce | 2001 - 2004 |
| Alberto Rodríguez Galán    | 2004 - 2007 |
| Julio César Otaegui        | 2007 - 2010 |
| Eduardo Aguirre Obarrio    | 2010 - 2011 |
| Gregorio Badeni            | 2011 - 2016 |
| Jorge Vanossi              | 2016 -2019  |
| Roberto Luqui              | 2019 - 2022 |
| Carlos Cassagne            | 2022 -      |